# Ružomberok
Ružomberok (Duits: Rosenberg, Hongaars: Rózsahegy) is een stad in Slowakije met ongeveer 30.000 inwoners aan de rivier Váh.

## Geschiedenis
De eerste verwijzingen naar Ružomberok uit 1233 spreken van een nederzetting met de naam terra Reuche. In 1318 kreeg het stadsrechten die in 1340 door koning Karel I Robert van Hongarije werden bevestigd en uitgebreid. De groei van de stad werd echter afgeremd onder het bewind van het comitaat Liptov en kasteel Likava.
In de negentiende eeuw was Ružomberok een van de centra van de Slowaakse nationale beweging. Het werd langzaam een van de industriële en financiële centra van Slowakije, vooral na de voltooiing van de spoorlijn tussen Košice en Bohumín (in Silezië, tegenwoordig Tsjechië) in 1871, toen vele nieuwe papier, pulp-, baksteen- en textielfabrieken ontstonden.
In 1907 vond in Černová, wat destijds meer een straat was dan een stadsdeel, de zogenaamde tragedie van Černová plaats. Voor de inwijding van een nieuw gebouwde kerk werd niet hun eigen Andrej Hlinka aangewezen, maar priester Martin Pazúrik van Lisková. Tijdens de protesten tegen dit besluit opende de politie het vuur op de woedende menigte en doodde daarbij vijftien mensen.
In 1910 woonden er in de stad 12 249 inwoners waarvan 8340 Slowaken (68%), 1735 Hongaren (14%), 1031 Duitsers, 670 Tsjechen, 216 Roemenen en 135 Polen. Tegenwoordig is 92% van de bevolking Slowaaks.

## Kernen
Ružomberok bestaat uit de volgende kernen:
- Biely Potok (in 1882 geannexeerd)
- Černová (na 1808 geannexeerd)
- Hrboltová (in 1976 geannexeerd)
- Ružomberok
- Rybárpole
- Vlkolínec (in 1882 geannexeerd)

## Kunst en muziek
Ružomberok is een centrum van beeldende kunst en eigentijdse klassieke muziek. Componisten die in Ružomberok gewoond en gewerkt hebben zijn onder meer Ján Zimmer, Peter Machajdík en Pavol Krška. In de stad is ook de Ludovit Fulla Galerie. 

## Sport
MFK Ružomberok is de betaaldvoetbalclub van Ružomberok en werd in 2006 landskampioen van Slowakije. 

## Partnersteden
- Hlučín (Tsjechië)
- Bački Petrovac (Servië)

## Geboren in Ružomberok
- Andrej Hlinka (1864-1938), politicus en priester
- Peter Lorre (1904-1964), acteur
- Jozef Vengloš (1936-2021), voetballer en voetbaltrainer
- Dušan Galis (1949), voetballer en voetbaltrainer
- Ratislav Mores (1975), voetballer
- Dušan Švento (1985), voetballer

## Afbeeldingen

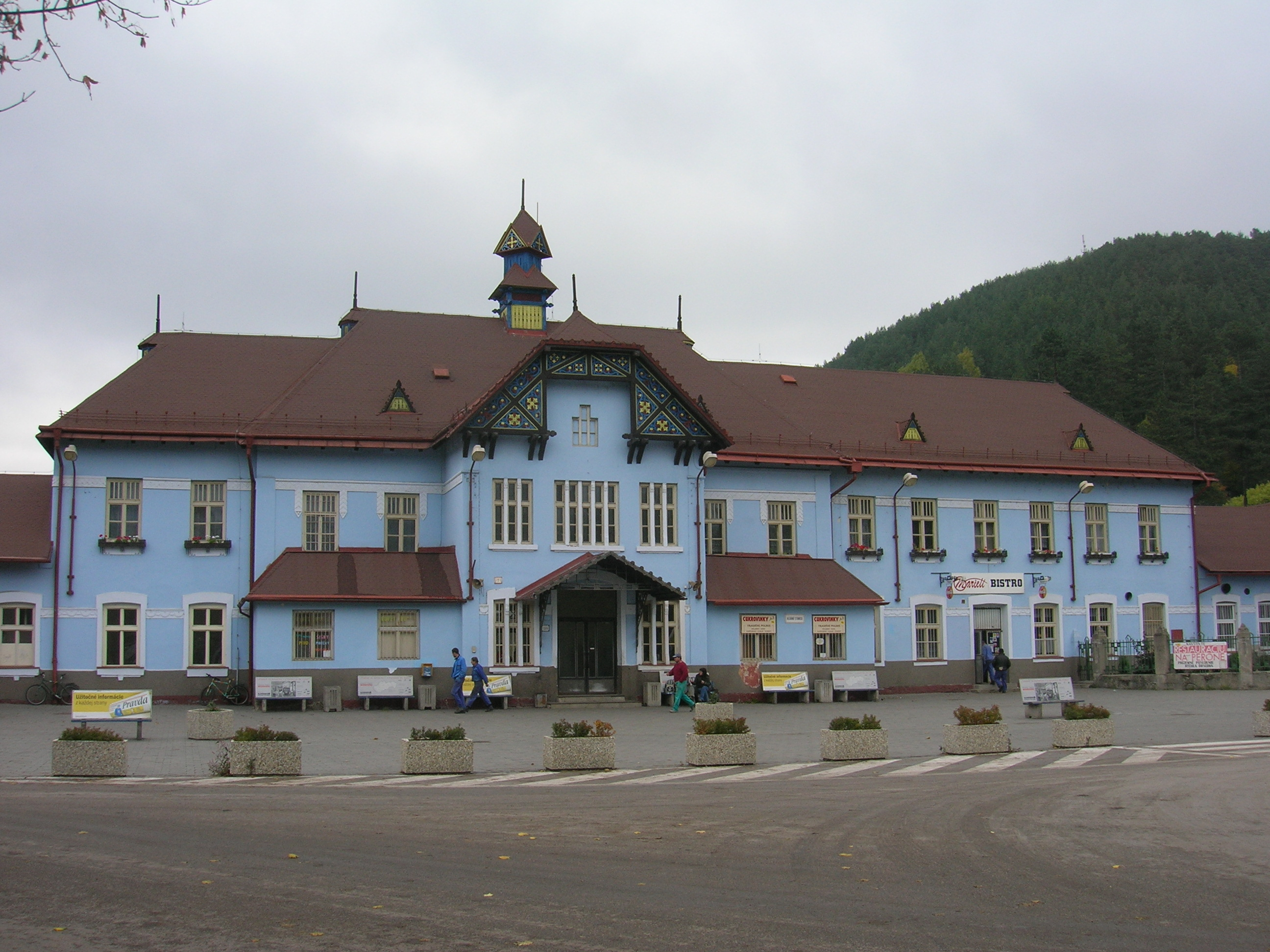
Treinstation van Ružomberok
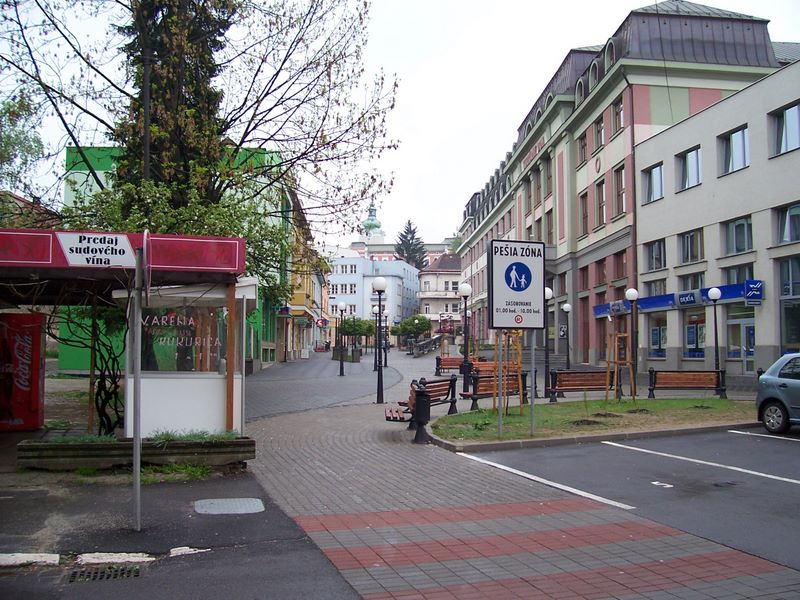
Voetgangerszone in het centrum
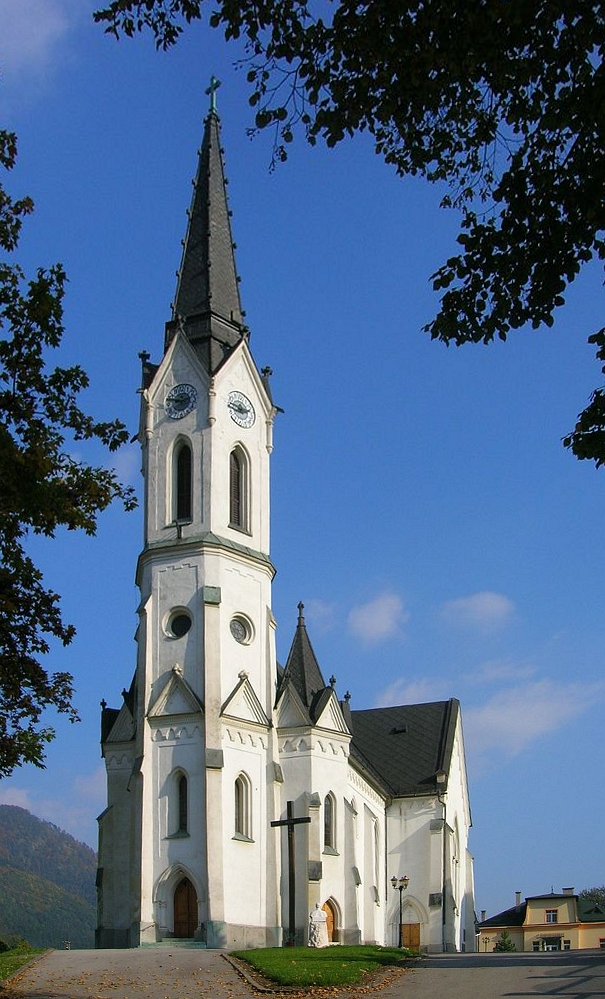
De kerk van Černova

Banská Bystrica · Bardejov · Bratislava · Humenné · Komárno · Košice · Levice · Liptovský Mikuláš · Martin · Michalovce · Nitra · Nové Zámky · Poprad · Považská Bystrica · Prešov · Prievidza · Ružomberok · Spišská Nová Ves · Trenčín · Trnava · Žilina · Zvolen